# Придобито заболяване
Придобити заболявания e медицинско състояние, което се развива пост-ембрионално, за разлика от вродените заболявания, които са налични при раждането. Вроденото заболяване може да бъде предшественик на проявата на придобито заболяване (като Синдром на Айзенменгер).
|  | Тази страница частично или изцяло представлява превод на страницата Förvärvad в Уикипедия на шведски. Оригиналният текст, както и този превод, са защитени от Лиценза „Криейтив Комънс – Признание – Споделяне на споделеното“, а за съдържание, създадено преди юни 2009 година – от Лиценза за свободна документация на ГНУ. Прегледайте историята на редакциите на оригиналната страница, както и на преводната страница, за да видите списъка на съавторите. ВАЖНО: Този шаблон се отнася единствено до авторските права върху съдържанието на статията. Добавянето му не отменя изискването да се посочват конкретни източници на твърденията, които да бъдат благонадеждни. |